# والتر سكوت
السير والتر سكوت (بالإنجليزية: Walter Scott) (15 أغسطس 1771 - 21 سبتمبر 1832) روائي وكاتب مسرحي وشاعر أسكتلندي. لا تزال أعماله تقرأ في العصر الحالي في أوروبا وأمريكا الشمالية وأستراليا. وهو كاتب الرواية الشعبية المعروفة ايفانهو التي تحكي قصة الفارس ويلفريد إيفانهو الذي ينحدر من آخر سلاسلات العائلات النبيلة.

## سيرة حياته

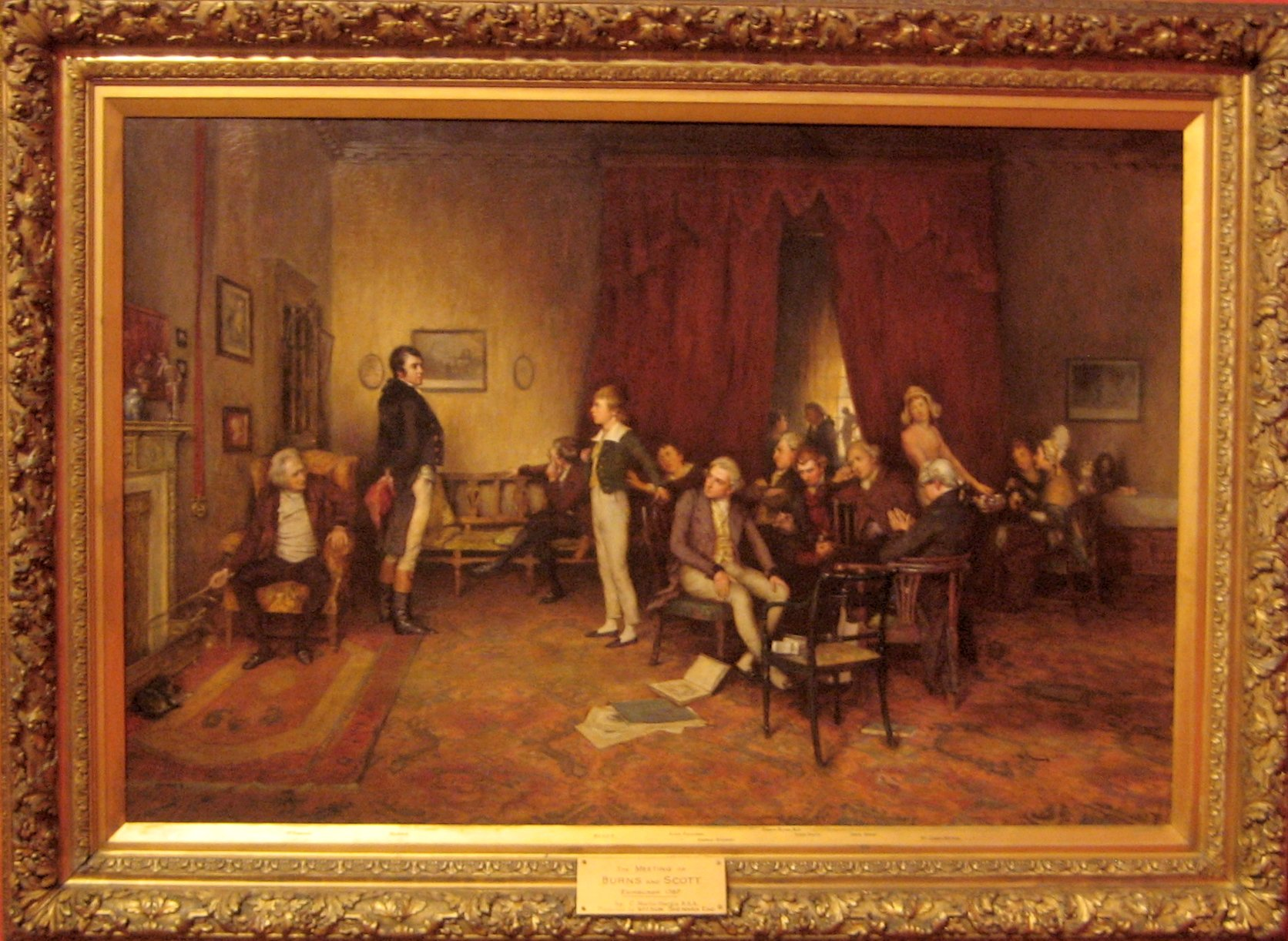
لقاء بيرنز وسكوت"، لوحة زيتية على قماش بريشة تشارلز هاردي، ١٨٩٣، معرض دنيدن للفنون العامة.

ولد السير والتر سكوت عام 1771 في ادنبره عاصمة اسكتلندا وقبل أن يبلغ عامه الثاني اصابه داء الشلل وافقده المقدرة على استعمال رجله اليمنى...بعد ذلك ارسله والداه إلى منزل جده حيث كان يقضي معظم اوقاته في نزهات بين احضان الطبيعة فنمت مقدرته الجسدية وتغلب على عاهته متفاديا أي تاثير سيئ لها عليه.
في سن الثانية عشرة بدأ في دراسة الكلاسيكيات في جامعة إدنبرة وفي الحادية والعشرين أكمل سكوت دراسة المحاماة عن أبيه لكنه بعكس أبيه قسم وقته مهنته وأدبه الخلاق.
في السادسة والعشرين تزوج سكوت من فتاة فرنسية تدعى شارلوت شاربنتيه وبعد ذلك بقليل بدأ ينشر أول أعماله الشعرية.
مع الوقت ازداد مدخول سكوت وراح يجد متسعا أكثر من الوقت الكتابة..عام 1814 وضع روايته الأولى ويفرلي واتبعها بعد ذلك بقليل بعدد من الكتب كان أهمها (روب روي) و(غاي مانرينغ)...
في عام 1820 كتب أشهر رواياته على الإطلاق ايفانهو وقد اشتهر وعرف بفضل هذه الرواية التاريخية الحديثة وأطلق علي أبو الرواية الحديثة. في نفس العام منح سكوت لقب سير وعام 1822 حين زار الملك جورج الرابع اسكتلندا كان سكوت عضوا في لجنة الاستقبال وحين تعرف اليه الملك أعجب به كثيرا وتبادل معه الانخاب...
إضافة إلى الكتابة كان سكوت يشرف على شؤون أرضي يملكها على نهر التويد في أبوتسفورد لكن نفقات أملاكه الواسعة كانت كثيرة وعام 1826 حين انهارت دار نشر يملك حصة كبيرة من أسهمها اصيب سكوت بالإفلاس...
عمل سكوت بقية حياته محاولا أن يفي ديونه الكثيرة فأنتج في سنتين ستة كتب بينها كتاب حياة نابليون (كتاب) في تسعة أجزاء، لكن المجهود المضني والمتواصل الذي بذله كان يفوق طاقته على الاحتمال فساءت صحته بسرعة وتوفي في منزله في ابتسفورد في منطقة مليروز عام 1832 عن عمر يناهز واحد وستين عاما!

## روايته
- أيفانهو
- ويفرلي
- الطلسم
- القرصان

## وصلات خارجية
- والتر سكوت على موقع IMDb (الإنجليزية)
- والتر سكوت على موقع الموسوعة البريطانية (الإنجليزية)
- والتر سكوت على موقع ميوزك برينز (الإنجليزية)
- والتر سكوت على موقع قاعدة بيانات برودواي على الإنترنت (الإنجليزية)
- والتر سكوت على موقع إن إن دي بي (الإنجليزية)
- والتر سكوت على موقع أول ميوزيك (الإنجليزية)
- والتر سكوت على موقع ديسكوغز (الإنجليزية)
- والتر سكوت على موقع قاعدة بيانات الفيلم (الإنجليزية)
- والتر سكوت  على قاعدة بيانات الخيال التأملي على الإنترنت